# Rigsombuddet på Færøerne
Rigsombuddet på Færøerne (færøsk: Ríkisumboðið) i Tórshavn er en institution under Statsministeriet, hvor Rigsombudsmanden er Danmarks øverste repræsentant på Færøerne. Ordningen blev oprettet i 1948 (se også amtmænd på Færøerne). Den nuværende rigsombudsmand er Lene Moyell Johansen, som overtog embedet den 1. august 2017 er den 25. i rækken (inkl. amtmænd).
Rigsombudsmanden er bindeleddet mellem Færøernes Hjemmestyre og rigsmyndighederne. Rigsombudsmanden har sæde i Lagtinget og adgang til at deltage i forhandlinger om alle fællesanliggender, dog uden stemmeret (siden 1923, da lagtingsloven blev ændret). Endvidere skal rigsombudsmanden underrettes om beslutninger taget i Lagtinget eller Hjemmestyret, samt om vedtagne love og andre bestemmelser udfærdiget af det færøske hjemmestyre.
Hovedopgaverne består af:
- Behandling af en række sager vedrørende lovgivningsanliggender, herunder ikraftsættelse af dansk rigslovgivning for Færøerne.
- Behandling af sager om bevilling til fri proces.
- Behandling af sager om indfødsret for nordiske statsborgere.
- Afgivelse af periodiske indberetninger til Statsministeriet om aktuelle økonomiske og politiske forhold på Færøerne.
- Gennemførelse folketingsvalg, samt eventuelle folkeafstemninger, der bestemmes af Folketinget.
- Medvirke ved planlægning og afvikling af besøg på Færøerne af Kongehuset, Folketinget, regeringen og diplomater m.fl., samt deltagelse i den hermed forbundne mødevirksomhed.
- Udarbejdelse og udgivelse af to årlige publikationer: Årsberetning for Færøerne, der indeholder en ajourført beskrivelse af de færøske samfundsforhold, samt Lovregister for Færøerne
- Indstillinger om kongelige hædersbevisninger.

Endvidere er rigsombudsmanden født formand for Dansk-Færøsk Kulturfond.

## Rigsombudsmænd
| Fra  | Rigsombudsmand       | Født-død    |
| ---- | -------------------- | ----------- |
| 1948 | Cai A. Vagn-Hansen   | 1911 – 1990 |
| 1954 | Niels Elkær-Hansen   | 1915 – 2007 |
| 1961 | Mogens Wahl          | 1918 – 1986 |
| 1972 | Leif Groth           | 1930 – 2009 |
| 1981 | Niels Bentsen        | 1936 - 2017 |
| 1988 | Bent Klinte          | 1939        |
| 1995 | Vibeke Larsen        | 1944        |
| 2001 | Birgit Kleis         | 1956        |
| 2005 | Søren Christensen    | 1940        |
| 2008 | Dan Michael Knudsen  | 1962        |
| 2017 | Lene Moyell Johansen | 1968        |